# Boglárkacserje
A boglárkacserje (Kerria japonica) a rózsafélék (Rosaceae) családjába tartozó cserje.

## Származása
Kínában őshonos, onnan került át japán kertekbe, ahol első példányait leírták és elnevezték.

## Leírása
Széles növésű, 1,5-2 méter magas cserje, csillogó-zöld, felálló vesszőkkel és ágakkal. Sárga virágai április végén-májusban nyílnak. Az egyszerű virágú alapfajt kertbe viszonylag ritkán ültetik.
Annál elterjedtebb a tömvetelt virágú, buja növekedésű ‘Pleniflora’ fajta.
Közepes igényű, a szélsőségek kivételével mindenhol kielégítően fejlődik, napon és félárnyékban egyaránt.
Fehéren szegélyezett levelű fajtája a ‘Picta’ inkább félárnyékba való.
Szaporításuk tőosztással vagy fás és zölddugványozással történik.

## Képek

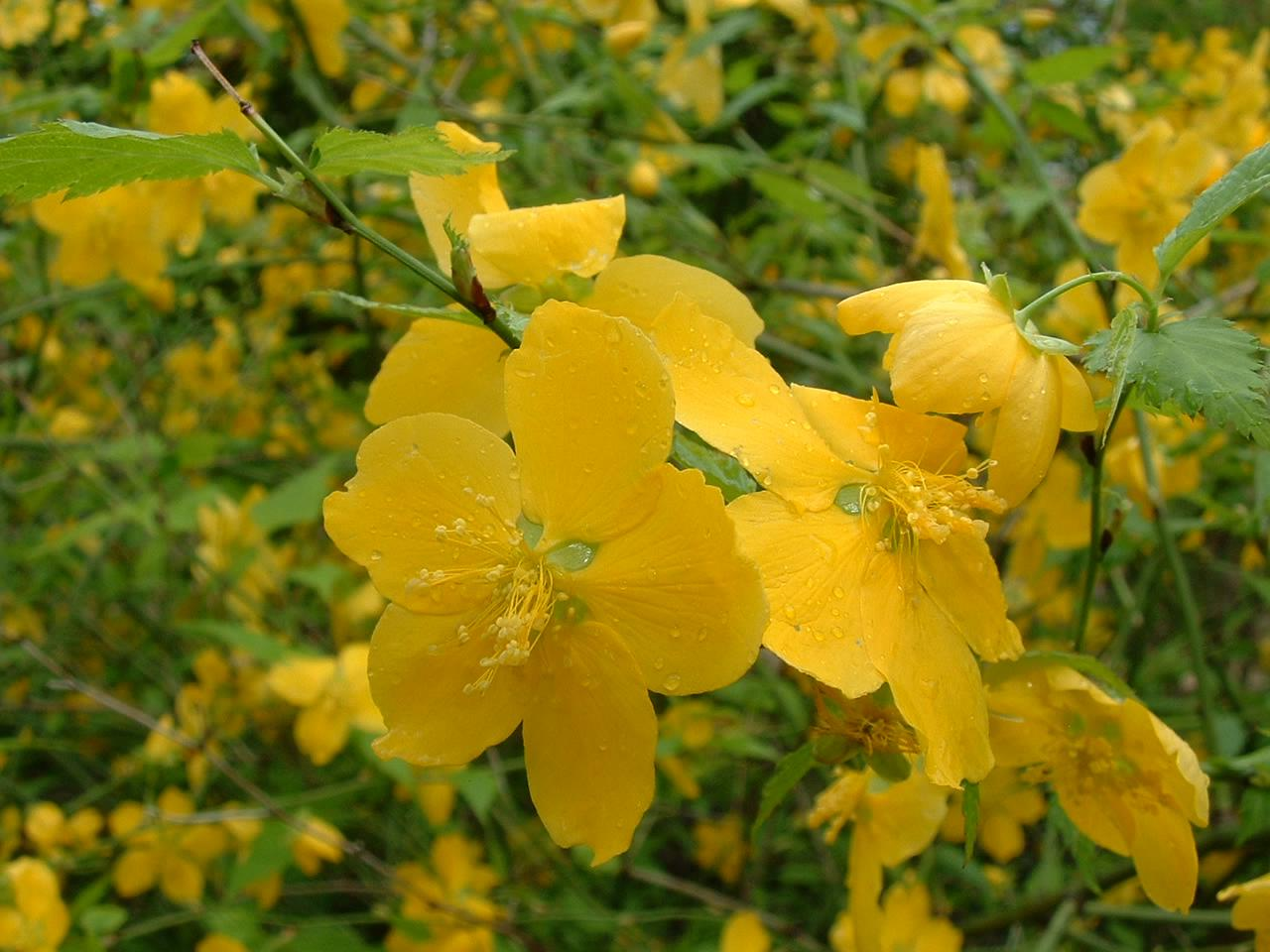
Virágai
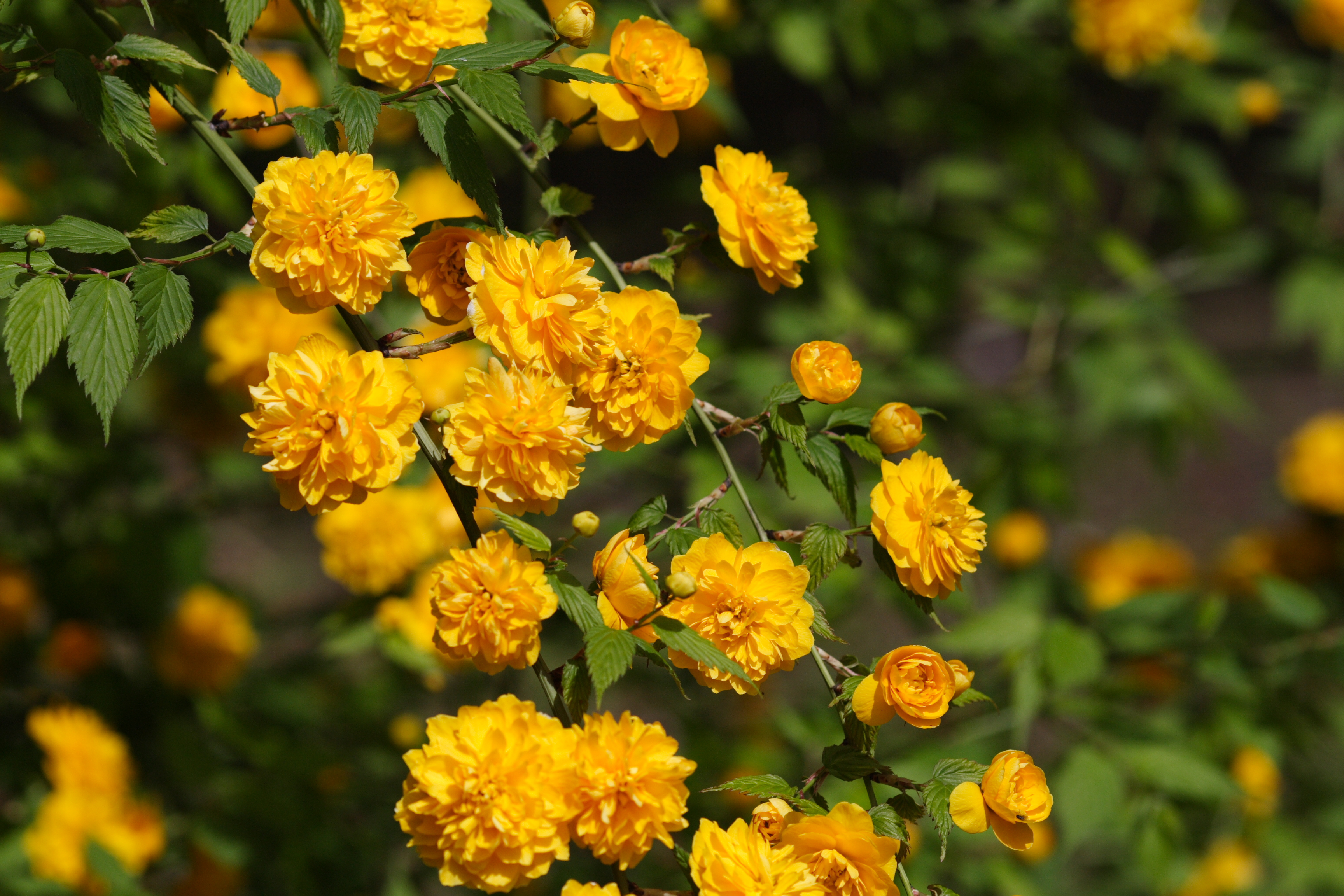
Pleniflora fajta
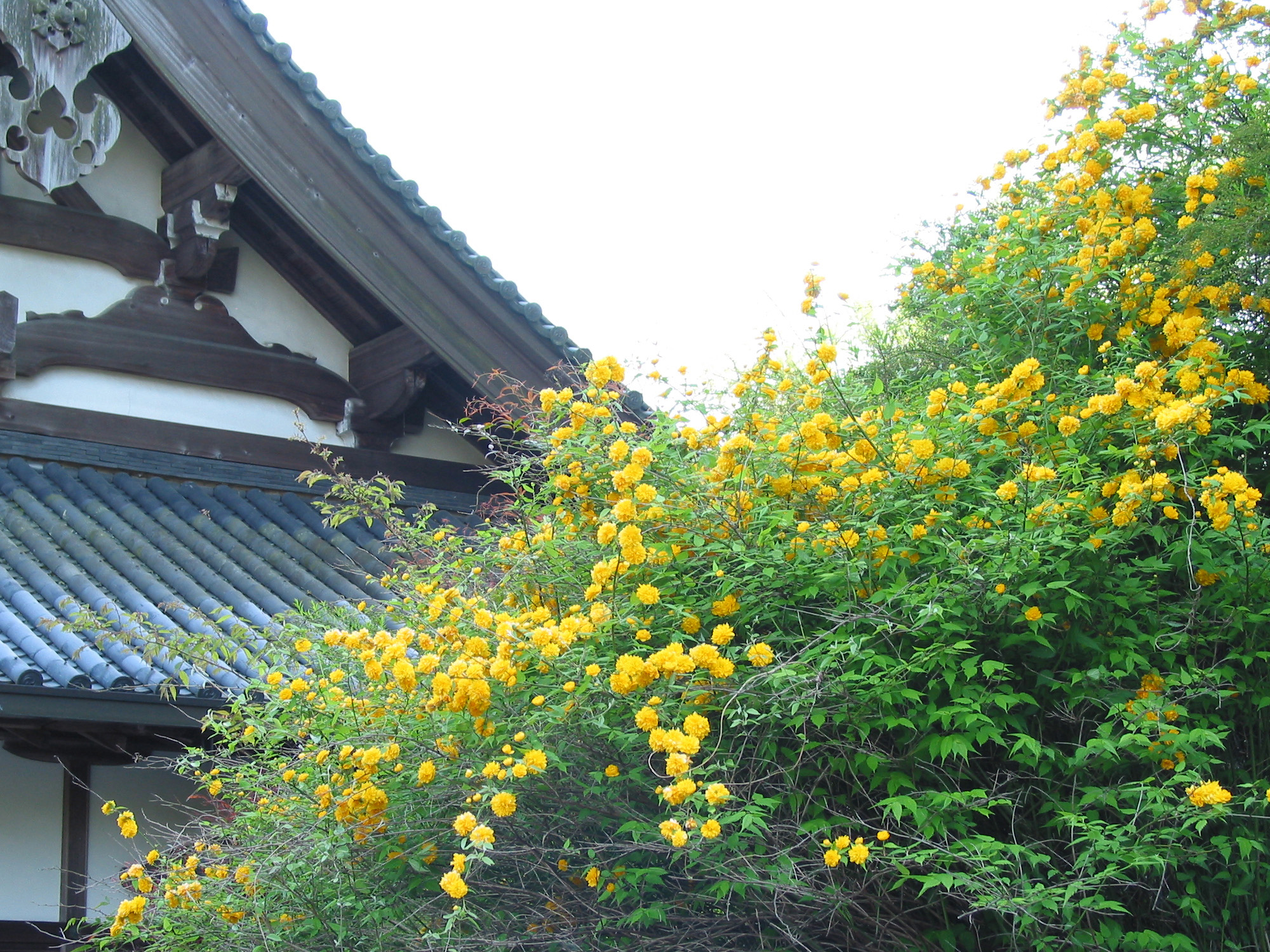
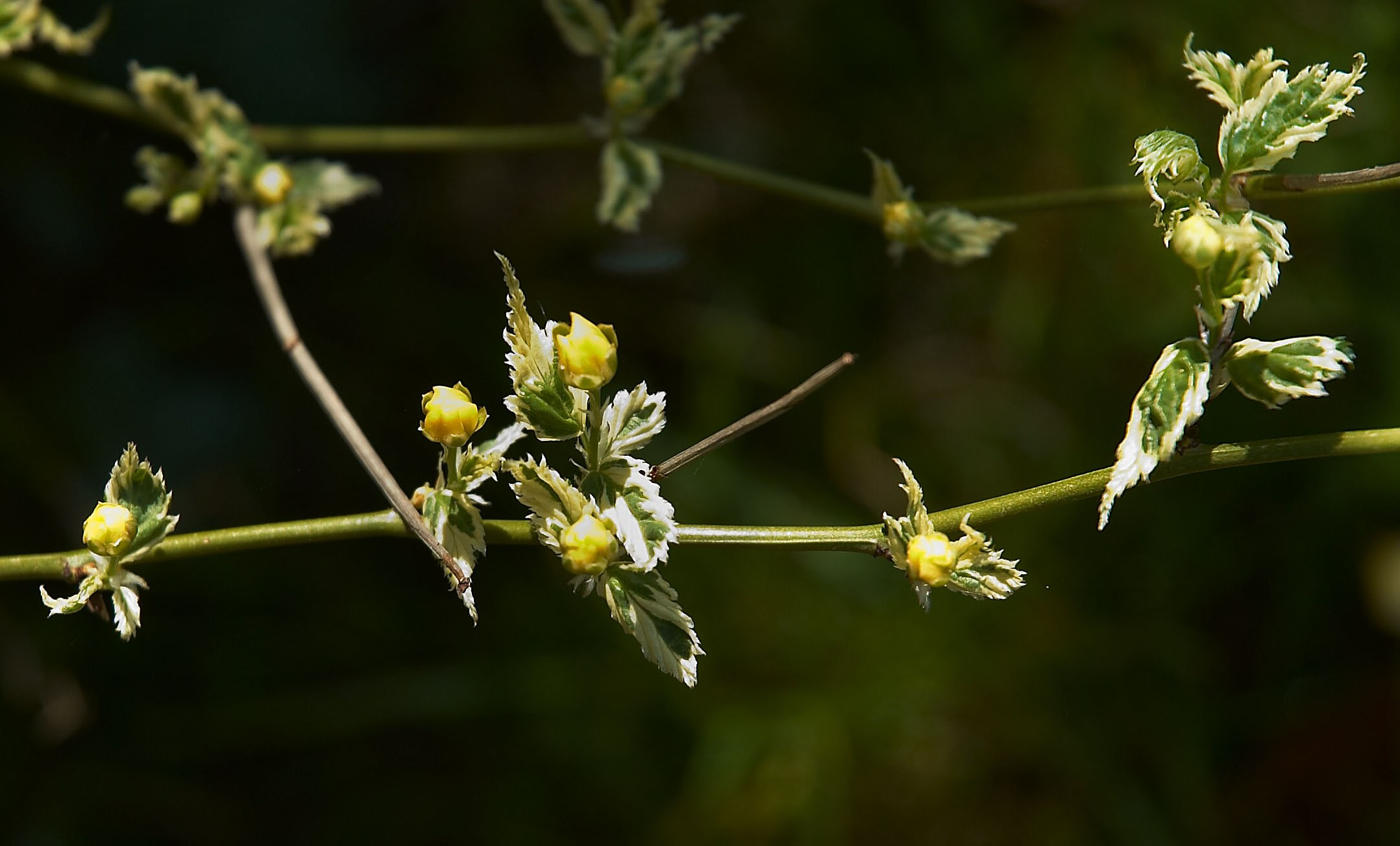
Picta